# ロベルト・モラレス・オヘダ
ロベルト・トマス・モラレス・オヘダ（スペイン語: Roberto Tomás Morales Ojeda、1967年6月15日 - ）は、キューバの医師、政治家で、キューバの副大統領（閣僚評議会副議長）を務めた。
彼はキューバ共産党（PCC）の政治局員であり、2010年から2018年にかけて、公衆衛生大臣として閣僚会議に参加していた。2019年の行政機関としての国家評議会の廃止に伴い、現在はキューバ共産党中央委員会組織書記を務めている。

## 教育
シエンフエーゴス州で生まれたモラレスは、1991年に総合医学を専門とする医学の学位を取得した。その後、公衆衛生学の修士号を取得した。

## 経歴
モラレスは2008年に人民権力全国会議の議員に選出された。
2014年には、世界保健機関（WHO）の第67回世界保健総会で議長を務めた。
2018年4月19日、6人いるキューバの副大統領（閣僚評議会副議長）のうちの一人に選ばれた。人民会議は、2018年7月21日の信任投票でモラレスをはじめとする内閣の指名を正式に承認した。
2019年10月22日、モラレスは日本を訪問し、今上天皇の即位礼正殿の儀に閣僚評議会副議長の資格で自身の夫人及びカルロス・ミゲル・ペレイラ・エルナンデス駐日大使と共に参列した。